# Три толстяка (фильм)
«Три толстяка» — советский художественный фильм-сказка по одноимённой повести Юрия Олеши режиссёра Алексея Баталова. Баталов сам сыграл одну из главных ролей фильма — гимнаста Тибула.
Премьера фильма в СССР состоялась 18 ноября 1966 года.

## Сюжет
Действие картины происходит в неназванном сказочном городе. Во главе города стоят Три Толстяка, безжалостно эксплуатирующие народ. К городу приближается фургон с бродячими артистами: клоун Август, гимнаст Тибул и девочка Суок. Как раз в этот момент рудокопы поднимают восстание, и Тибул присоединяется к мятежникам. Войска генерала Караски подавляют восстание. Во время артиллерийского обстрела, который вели из покоев дворца, по вине Караски пострадала кукла наследника Тутти, изысканная механическая игрушка, неотличимая от живой девочки. Во дворец, по случаю торжеств в связи с подавлением восстания, на потеху Толстякам и их свите, доставляют главаря бунтовщиков Просперо.
Преследуемый солдатами Тибул случайно попадает в дом к знаменитому на весь город доктору Гаспару Арнери. Учёный помогает мятежнику скрыться, переменив его внешность. В этот же момент доктора срочно вызывают во дворец. Ему приказывают за ночь починить куклу и отправляют в правительственной карете вместе с куклой домой. На карету нападают бунтовщики и захватывают доктора, полагая, что это канцлер. Карету вместе с куклой уносят лошади. В безнадёжных поисках доктор забрёл в фургон Августа и снова столкнулся с Тибулом. Выясняется, что гимнастка Суок как две капли воды похожа на куклу. У Тибула рождается план: Суок оденут куклой и так она попадёт во дворец. Ключ от королевской тюрьмы, где томится в плену Просперо, хранится у наследника Тутти. Доктор Арнери доставляет «куклу» во дворец, и Суок умело изображает заводную игрушку. Куклу переносят в покои Тутти, и наследник вскоре догадывается, что перед ним живая девочка. Страдающий от отсутствия внимания и друзей мальчик не выдаёт Суок и разрешает ей переночевать в его спальне. Суок завладевает ключом и, проникнув в тюрьму, освобождает Просперо. Тем временем обман вскрывается, так как кукла случайно попала в дом учителя танцев. Арнери и Суок сажают под арест и утром их ждёт казнь.
Узнав об этом, мятежники во главе в Тибулом проникают во дворец через подземный ход. Они поднимают вторую волну восстания, которая сбрасывает власть Толстяков. Тутти, попытавшийся заступиться за Суок, получает ранение, и узнаёт, что у него настоящее сердце, как ему тогда и говорила Суок, а не железное, как ему говорили придворные. Арнери и Суок свободны. В финале бродячие артисты дают концерт на городской площади при грандиозном стечении народа, а потом уезжают. Тутти уезжает вместе с ними в фургоне.

## В ролях
- Лина Бракните — Суок (некоторые эпизоды озвучила Алиса Фрейндлих)[1]
- Пётр Артемьев — наследник Тутти, приёмный сын Толстяков
- Алексей Баталов — гимнаст Тибул, лидер революции
- Валентин Никулин — доктор Гаспар Арнери, сторонник революции
- Александр Орлов — клоун Август, друг и напарник Тибула по выступлениям
- Рина Зелёная — тётушка Ганимед, экономка доктора Гаспара
- Роман Филиппов — оружейник Просперо, лидер революции
- Сергей Кулагин — Первый Толстяк
- Евгений Моргунов — Второй Толстяк
- Борис Христофоров — Третий Толстяк
- Павел Луспекаев — генерал Караска (роль наполовину озвучил Григорий Гай, в книге персонаж отсутствует)
- Борис Ардов — капитан Бонавентура
- Николай Вальяно — канцлер (роль озвучил Николай Трофимов)
- Николай Корноухов — продавец воздушных шаров, сторонник Толстяков
- Виктор Сергачёв — учитель танцев, сторонник Толстяков

### В эпизодах
| - Яков Гудкин - Михаил Иванов — придворный - Владимир Казаринов — эпизод - Сергей Карнович-Валуа — генерал - Андрей Костричкин — придворный Трёх Толстяков, зачитывает приговор - Н. Котельников - Н. Максимович - Бронислав Морено - И. Е. Пуцыкин - Алексей Смирнов — старший кондитер во дворце Толстяков - Лев Степанов — церемониймейстер во дворце Трёх Толстяков - Павел Суханов — придворный Трёх Толстяков - Георгий Штиль — придворный Трёх Толстяков | - Александр Афанасьев - Михаил Васильев - Николай Ващилин — друг Тибула в драке на эшафоте - Владимир Волчик — придворный Трёх Толстяков - Ирина Зарубина — аккомпаниаторша учителя танцев - Герман Лупекин — палач - Александр Мельников - Валерий Золотухин — офицер полка |

## Съёмочная группа
- Сценарий — Алексея Баталова, Михаила Ольшевского
- Режиссёры-постановщики — Алексей Баталов, Иосиф Шапиро
- Главный оператор — Сурен Шахбазян
- Художники — Белла Маневич, Исаак Каплан
- Композитор — Николай Сидельников
- Звукооператор — Борис Антонов
- Режиссёр — М. Шейнин
- Операторы — Александр Дибривный, Владимир Пономарёв, Алексей Сысоев
- Ассистенты режиссёра
И. Вишневская, Мария Давыдова, В. Кузнецова, А. Степанова, В. Фёдоров
- Ассистенты оператора — А. Кудрявцев, С. Сизых
- Художники-гримёры — А. Буфетова, Николай Эленбоген
- Художники-декораторы — Георгий Кропачёв, Грачья Мекинян, Р. Тараканова
- Ассистенты художника
  - по костюмам — В. Кулешова
  - по реквизиту — И. Зайцева
- Монтажёр — Раиса Изаксон
- Редактор — Фрижетта Гукасян
- Директор картины — Михаил Шостак

## Съёмки
- Фильм снимали в Императорских Конюшнях в Петродворце, а также в Таллине.
- Для съёмок сцены полёта на воздушных шарах была изготовлена кукла размером с человека и весом 1 килограмм. В куклу был вмонтирован механизм, благодаря которому она в полёте поворачивала голову и дрыгала ногами. Однако во время съёмок воздушные шары с куклой оторвались, и их унесло. Для изготовления новой куклы не было времени, поэтому Николай Корноухов сам исполнил трюк с полётом на воздушных шарах[2].
- Ради небольшого эпизода, где герой Алексея Баталова Тибул, скрываясь от стражников, ходит по канату над площадью, актёр год обучался хождению по канату и прочим цирковым трюкам, чтобы сыграть эту сцену без дублёра[2].
- В качестве соавтора сценария фильма выступил единоутробный брат Алексея Баталова — Михаил Ольшевский (Ардов), впоследствии рукоположенный в священника. Другой брат — Борис, будущий режиссёр-мультипликатор — исполнил роль капитана Бонавентуры.